# Comuna Huta-Studenețka, Snovsk
Huta-Studenețka (în ucraineană Гута-Студенецька) este o comună în raionul Snovsk, regiunea Cernihiv, Ucraina, formată din satele Huta-Studenețka (reședința) și Salne.

## Demografie
Componența lingvistică a comunei Huta-Studenețka
     Ucraineană (98,55%)
     Rusă (1,45%)
Conform recensământului din 2001, majoritatea populației comunei Huta-Studenețka era vorbitoare de ucraineană (98,55%), existând în minoritate și vorbitori de rusă (1,45%).